# Semaine judiciaire

La Semaine judiciaire (SJ) est une revue hebdomadaire suisse de jurisprudence et de doctrine.

## Édition
Elle est éditée à Genève par la Société genevoise de droit et de législation.
Y sont notamment publiés des arrêts du Tribunal fédéral, y compris des traductions d'arrêts rendus dans une autre langue nationale, ainsi que des résumés et extraits d'arrêts.
Les références à la Semaine judiciaire s'effectuent de la manière suivante: « SJ (année) (I ou II selon qu'il s'agisse d'un numéro consacré à la jurisprudence ou à la doctrine) (n° de la page) ».